# Edwin von Manteuffel
Edwin Karl Rochus Freiherr von Manteuffel (24 tháng 2 năm 1809 – 17 tháng 6 năm 1885) là một Thống chế quân đội Phổ-Đức nửa sau thế kỷ 19. Manteuffel đã tham gia chỉ huy lực lượng Phổ trong các cuộc chiến tranh thống nhất nước Đức, giành được nhiều thắng lợi trong 2 chiến dịch tấn công Áo (1866) và Pháp (1870 – 1871). Manteuffel cũng từng có nhiều đóng góp cho chính sách ngoại giao của Phổ trong thời gian Bismarck cầm quyền.
Manteuffel đã gia nhập quân ngũ từ năm 1827, trở thành sĩ quan hầu cận của một vương thân Phổ vào năm 1843, và của vua Phổ Friedrich Wilhelm IV vào năm 1848. Kể từ đó, ông bắt đầu được thăng tiến như diều gặp gió trong quân ngũ, và trở thành Bộ trưởng Nội các Quân sự vào năm 1857. Ông đã tham gia tích cực trong việc cải cách quân đội Phổ vốn đã lạc hậu sau chiến thắng trong Chiến tranh Napoléon. Sau khi lên quân hàm Trung tướng năm 1861, Manteuffel đã góp phần chỉ huy lực lượng Phổ, Áo tấn công Đan Mạch trong Chiến tranh Schleswig năm 1864. Các hoạt động ngoại giao của Manteuffel trong cuộc chiến đã góp phần thắt chặt sự hợp tác của liên minh Áo – Phổ. Năm 1865, vua Wilhelm I phong Manteuffel làm Thống đốc Schleswig, và trên cương vị này, ông đã góp phần giải quyết dứt điểm tranh chấp lãnh thổ Schleswig-Holstein giữa Phổ và Áo. Trong Chiến tranh Áo-Phổ năm 1866, Manteuffel chỉ huy 1 sư đoàn Phổ tấn công Tây Đức trong đội hình Tập đoàn quân Main (Tư lệnh: Thượng tướng Bộ binh Falckenstein). Sau khi Falckenstein bị sa thải, Manteuffel lãnh chức Tư lệnh Tập đoàn quân Main, ông đã giành thắng lợi chóng vánh trước quân đội Liên minh Đức và tạo tiền đề cho Phổ sáp nhập một số tiểu quốc Đức sau chiến tranh, mặc dù quốc hội từ chối thưởng lương cho ông do quan điểm chính trị bảo thủ của ông. Sau đó, ông đã thực hiện thành công một sứ mệnh ngoại giao sang Nga.
Cuối năm 1868, ông được chỉ định làm Tư lệnh Quân đoàn I, và giữ cương vị này khi Chiến tranh Pháp-Đức bùng nổ năm 1870. Manteuffel đã các trận đánh ở Lorraine và góp phần đánh bại những cuộc phá vây của Tập đoàn quân Rhine (Pháp) khi đội quân này bị vây hãm ở Metz. Vào tháng 10 năm 1870, ông thay Thượng tướng Bộ binh Steinmetz làm Tư lệnh Tập đoàn quân số 1 (Phổ–Đức), chiếm Rouen và liên tục đánh thắng Tập đoàn quân Bắc tân lập của Cộng hòa Pháp do Farre và Faidherbe tại lưu vực sông Somme vào cuối năm 1870 – đầu năm 1871. Đầu năm 1871, vua Wilhelm I cử Manteuffel làm Tư lệnh Tập đoàn quân Nam tân lập, đạo quân này dưới sự chỉ huy của Manteuffel đã khóa chặt đường rút của Tập đoàn quân Đông (Pháp) và đánh Tập đoàn quân Đông chạy thục mạng sang Thụy Sĩ trong trận Pontarlier cuối tháng 1 – đầu tháng 2 năm 1871. Sau chiến thắng, Manteuffel làm chỉ huy lực lượng Đức chiếm đóng Pháp và được thăng cấp hàm Thống chế (1873). Năm 1879, Manteuffel được phân công chức Thống đốc Alsace-Lorraine. Ông đã thực hiện nhiều chính sách cởi mở nhằm xây dựng muốn quan hệ hòa hợp giữa người dân Alsace với nước Đức.
Thượng tướng Thiết giáp Hasso von Manteuffel nổi tiếng của Đức thời Chiến tranh thế giới thứ hai là một hậu duệ của ông.

## Thân thế và sự nghiệp ban đầu
Edwin Karl Rochus von Manteuffel sinh ngày 24 tháng 2 năm 1809 tại Dresden, trong một gia tộc có nhiều chi nhánh và đã sản sinh ra không ít lãnh đạo chính trị, quân sự của Phổ trong quá khứ. Mặc dù vậy, chi nhánh của Manteuffel không được giàu có và Manteuffel là một đứa trẻ gầy gò ốm yếu. Sau này, Manteuffel còn bị cận thị và bất chấp nguồn gốc của mình, ông không có nhiều mối quen biết trong giới lãnh đạo cấp cao. Ông là con trai của Chánh án Toà án thành phố Magdeburg, và thuở nhỏ ông được nuôi nấng cùng với người anh họ của mình là Otto von Manteuffel (1805 – 1882), một nhà chính khách Phổ. Ông đã được định hướng và giáo dục để trở thành một quân nhân. Khác với người em họ Otto của mình, Ewin thích thưởng thức kịch nghệ, và thuộc lòng hàng nghìn vầng thơ của nhà thơ Schiller mà ông yêu mến. Vào năm 1826, khi ở độ tuổi vị thành niên, ông đã gia nhập Trung đoàn Long kỵ binh Cận vệ, và được phong cấp Trung úy trong trung đoàn này hai năm sau đó. Sau khi học tại Viện Hàn lâm Quân sự trong vòng hai năm, ông lần lượt phục vụ cho Tướng von Müffling và Vương thân Albrecht của Phổ với cương vị là sĩ quan hầu cận. Sau 15 năm giữ quân hàm Trung úy, ông đã được thăng cấp Đại úy vào năm 1843 và Thiếu tá vào năm 1848. Vào thập niên 1840, Manteuffel đã nghe những bài giảng của nhà sử học nổi tiếng Leopold von Ranke (1795 – 1886) và trở nên trung kiên với phương pháp khoa học lịch sử mới của Ranke. Về sau này, Ranke nói:
| “                   | Ông ta thấu hiểu các tác phẩm của tôi và nhiệt liệt đồng tình với tôi hơn bất kỳ ai trên thế giới. | ” |
| — Leopold von Ranke | |   |

Năm 1848, vận may đã khiến cho ông được liên lạc trực tiếp với nhà vua: trong những ngày xảy ra cơn bão Cách mạng Tháng Ba năm 1848 tại kinh thành Berlin, khi Vua Friedrich Wilhelm IV hết sức run sợ. Người sĩ quan trẻ tuổi Manteuffel đã mạnh dạn đến bến nhà vua và cố gắng động viên tinh thần của nhà vua. Sau khi tình hình Berlin được ổn định, Quốc vương đã bổ nhiệm Manteuffel làm sĩ quan trợ lý của mình để tỏ lòng biết ơn. Kể từ đây, ông được thăng tiến nhanh chóng: ông lên quân hàm Thượng tá vào năm 1852 và đến năm 1853 ông lại được phong cấp Đại tá, chỉ huy Trung đoàn Thương kỵ binh số 5, khi ấy đóng quân tại Düsseldorf. Bên cạnh tư cách của ông như một quân nhân, Quốc vương nhận thấy rằng viên Đại tá kỵ binh này thể trở thành một nhà ngoại giao tài giỏi, do đó Friedrich Wilhelm IV đã ra lệnh cho ông thực hiện thực hiện các sứ mệnh ngoại giao quan trọng đến Viên và Sankt-Peterburg. Các hoạt động ngoại giao của ông đã khiến cho nhà vua và quần thần vô cùng mãn nguyện. Vào năm 1857, ông được phong quân hàm Thiếu tướng.

## Đứng đầu Nội các Quân sự Phổ (1857-1865)
Cùng năm đó ông đã nhận được chức vụ quan trọng nhất của mình: ông được vua Friedrich Wilhelm IV bổ nhiệm làm Trưởng khoa nhân sự trong Bộ Chiến tranh Phổ. Trên cương vị này, ông ủng hộ ý tưởng tái cấu trúc quân đội Phổ của Vương tử Nhiếp chính Wilhelm, và ủng hộ Wilhelm bổ nhiệm Moltke làm Tổng tham mưu trưởng quân đội Phổ, giao cho Moltke nhiều quyền lực. Vào năm 1860, trong bối cảnh xung đột giữa Bộ trưởng Chiến tranh Albrecht von Roon, một người bảo thủ chủ trương canh tân, củng cố quân đội Phổ, và Quốc hội với xu hướng tự do, Manteuffel đã thể hiện thái độ không khoan nhượng của ông đối với Quốc hội trong thư từ giữa ông và Roon, và thái độ cực đoan của ông đã gây khó khăn cho Roon vốn kiên nhẫn hơn. Trong lễ đăng quang của mình năm 1861, Wilhelm I đã thăng Manteuffel lên cấp Trung tướng. Ngay từ trước khi Bismarck lên cầm quyền, Manteuffel đã dàn xếp việc chuyển giao quyền kiểm soát Khoa dân sự từ Bộ Chiến tranh sang đại bản doanh của Đức vua, và khi đó cơ quan này sẽ có tên gọi là Nội các Quân sự Phổ.
Điều này đã trở thành hiện thực vào ngày 18 tháng 1 năm 1861, khi tân vương Wilhelm I ban bố một chỉ thị theo đó các mệnh lệnh quân đội quyết định các chi tiết nhân sự, phục vụ và các vấn đề chỉ huy không phải thông qua Bộ Chiến tranh. Giờ đây, trên thực tế, Bộ trưởng Nội các Quân sự chỉ hoàn toàn chịu trách nhiệm với Quốc vương trong việc bổ nhiệm sĩ quan ở mọi cấp bậc. Việc thiết lập một Nội các Quân sự riêng rẽ có một có tác hại lớn: nó làm lu mờ việc đưa ra quyết định. Moltke, với chức vụ Tổng tham mưu trưởng, làm việc trong nhiệm sở ở đường 66 Behrenstrasse, còn Bộ trưởng Chiến tranh Albrecht von Roon và những người kế nhiệm ông làm việc trên đường Leipziger Strasse. Trong khi đó, Manteuffel hoạt động trong một phòng ngoài của Vương cung và với vai trò là sĩ quan phụ tá ông thường xuyên nhìn thấy nhà vua trong thời gian thực thi nhiệm vụ. Ở một quốc gia bán chuyên chế như Phổ, yếu tố thân cận quan trọng hơn mọi thứ, và sự gần gũi giữa Nội các Chiến tranh với nhà vua đã tạo cho cơ quan này ngày càng trở nên quyền uy, đỉnh điểm là vào năm 1883 khi Đức hoàng loại bỏ cơ quan này ra khỏi Bộ Chiến tranh. Quá trình do Manteuffel đã khởi đầu đã dẫn đến sự hỗn loạn trong bộ máy chỉ huy quân đội Phổ về sau, và sự tập trung và hữu hiệu của quân đội mà Roon và Moltke đạt được trong các năm 1866 và 1870 sẽ không còn lặp lại. Như vậy, Manteuffel là người đã thiết lập một hệ thống tam đầu chế của các tướng lĩnh cấp cao định hướng quân đội Phổ cho tới năm 1918. Bất chấp những rắc rối như sự bất đồng của Manteuffel với Roon trong cuộc xung đột giữa Roon với quốc hội, Manteuffel vẫn là người trợ giúp quan trọng của Roon. Ngoài ra, cả Moltke và Bismarck về sau này đều cần sự ủng hộ và hỗ trợ của Manteuffel. Manteuffel và ba người kia luôn có chung chí hướng với nhau, chỉ bất đầu về cách thức thực hiện mục tiêu của mình.
Ngày 18 tháng 1 năm 1861, 36 trung đoàn bộ binh mới được thành lập theo cải cách của Roon, đã trình diện cờ hiệu của mình ở mộ Friedrich Đại đế mà không có sự đồng ý của quốc hội. Thủ tướng Phổ Rudolf von Auerswald yêu cầu Manteuffel ngăn chặn hành động này cùng với nhà vua, song Manteuffel giận dữ vì "Thánh thượng đã ra lệnh cho tôi tổ chức lễ duyệt binh", chứ ông không có lỳ gì phải tuân theo "một số người ngồi trong một tòa nhà ở Dönhoff-platz, những người tự xưng là Nghị viện và những người có thể không đồng tình với nghi lễ này". Sự bảo thủ của Manteuffel đã chọc giận một đại biểu trẻ của phe tự do là Karl Twesten. Tháng 4 năm 1861, Twesten xuất bản nặc danh một cuốn sách nhỏ 88 trang, trong đó ông này công kích cá nhân Manteuffel như một tướng lĩnh nguy hiểm về chính trị, và từ lâu đã không tiếp xúc với quân đội vốn không tin tưởng vào ông: "Liệu chúng ta có phải chịu một trận Solferino trước khi loại bỏ kẻ xấu này khỏi một chức vụ xấu ?" Manteuffel đề nghị cho biết tên của tác giả cuốn sách này và Twesten đã tự khai tên mình, do đó Manteuffel thách Twesten đấu súng vào ngày 27 tháng 5 năm 1861. Twesden bắn trượt và Manteuffel tuyên bố sẽ rút lui nếu Twesten rút lại những lời đả kích của mình. Twesten từ chối và Manteuffel đã bắn nát cánh tay phải của Twesten. Vụ đấu súng đã khiến cho hai người trở nên nổi tiếng trong cả nước, và làm cho vua Wilhelm I vô cùng thất vọng. Do đấu súng là bất hợp pháp, điều này đã đủ để nhà vua sa thải Manteuffel. Nhưng rồi, nhờ ảnh hưởng cá nhân của ông với quân vương, vị tướng chỉ bị cầm tù một thời gian ngắn và không bị mất chức.
Mặc dù từng đối xử với nhà chính trị Bismarck như "thầy dạy trẻ" (trích Bismarck năm 1857) và thái độ của ông với Roon, bạn thân của Bismarck vào năm 1860 nói lên một sự thật rằng ông đã là một tướng lĩnh và không chịu sự kiểm soát của Bismarck, Manteuffel ủng hộ Bismarck trở thành Thủ tướng vào năm 1862. Cũng như Roon, ông biết rằng không người nào có thể giúp ích cho quân đội như Bismarck. Từ năm 1862, mối quan hệ cá nhân giữa Roon và Manteuffel đã xấu đi, do vị Bộ trưởng Nội các Quân sự không chịu thừa nhận mình là người dưới quyền của Roon và có thói quen ra quyết định dưới danh nghĩa đức vua mà không tham vấn Roon. Có thể thấy ngay từ đầu, Manteuffel có chủ ý giảm bớt quyền lực của Bộ trưởng Chiến tranh, do đó mâu thuẫn với Roon là điều hiển nhiên. Manteuffel cũng đóng một vai trò quan trọng trong việc thành lập liên minh tạm thời giữa Phổ và Áo chống lại Đan Mạch. Đầu năm 1864, khi tình hình cho thấy là người Áo thiếu nhiệt huyết đối với cuộc chiến, Manteuffel đã được cử đến Viên để khích lệ triều đình Áo chiến đấu hăng hái hơn. Việc lựa chọn Manteuffel bắt nguồn từ tư tưởng thân Áo của ông, mặc dù cũng có mạo hiểm: trên thực tế, về những bất đồng giữa Áo và Phổ, ông có suy nghĩ riêng rằng một khi thắng cuộc Chiến tranh Schleswig lần thứ hai, Áo không chỉ phối hợp với Phổ mà còn cho phép Phổ quyền kiểm soát vùng Schleswig-Holstein chiếm được từ tay Đan Mạch nếu Phổ đồng ý giúp Áo lấy lại Lombardy trong "cuộc chiến tiếp theo. May mắn là Manteuffel đã được chỉ thị không tranh cãi về vấn đề miền Bắc Ý. Sứ mệnh của ông đã thành công lớn: các lực lượng Đồng minh quyết tâm phải đánh chiếm Jutland từ tay Đan Mạch. Sau khi tham gia trận Mysunde, Manteuffel đã tham gia các cuộc giao chiến và hành quân dẫn tới việc Jutland thất thủ về tay liên quân.
Mặc dù Bismarck vẫn giữ mối quan hệ tốt đẹp với Manteuffel cho đến mùa xuân năm 1865, tình hình đã chia rẽ do từ năm 1865, Manteuffel bắt đầu tính kế ngăn ngừa nhà vua thực hiện bất kỳ một sự thỏa hiệp nào với quốc hội. Khi quốc hội tìm cách giảng hòa và lập một kế hoạch được Bismarck và mọi đình thần Phổ ủng hộ, Manteuffel đã làm tiêu tan khả năng chấm dứt khủng hoảng hiến pháp Phổ, ông gửi thư cho Quốc vương: "Ai trị vì và quyết định ở Phổ, Đức vua hay quần thần ? … Quần thần của Bệ hạ đều trung thành và tận tụy nhưng giờ đây họ chỉ sống trong bầu không khí của Nghị viện. Nếu thần có thể bày tỏ ý kiến, thì theo tôi, Bệ hạ đừng mở một hội đồng nào nhưng hãy gửi thư cho Thủ tướng Bismarck và nói `Trẫm đã đọc đề xuất rồi, trẫm đã quyết định rằng chính phủ sẽ không tán đồng với nó’. Nghe lời ông, quân vương không chịu thỏa hiệp. Trong một lá thư ngày 28 tháng 5, ông khuyên nhà vua rằng nếu một cuộc chiến nổ ra và Phổ giành được đất đai, thì quân vương phải tuyên bố hiến pháp là không phù hợp với một nước Phổ lớn mạnh và tái lập nền quân chủ chuyên chế của nhà Hohenzollern. Mặc dù Bismarck và Roon không ưa gì quốc hội, họ biết rằng một cuộc đảo chính quân sự bảo hoàng sẽ cướp đi sự nghiệp của họ; hơn nữa nó có thể gây nên một cuộc cách mạng và lấy đi cái đầu của họ. Sau khi nhà vua tổ chức Hội đồng Vương quốc vào ngày 29 tháng 5 mà không tham vấn Bismarck, Thủ tướng nhận thấy cần phải loại trừ Manteuffel và những người bảo thủ cực đoan.

## Thống đốc Schleswig và cuộc Chiến tranh Áo-Phổ
Manteuffel đã đóng góp không nhỏ đến việc ký kết thỏa thuận Gastein vào ngày 20 tháng 8 năm 1864, và thỏa thuận này đã ngăn ngừa nguy cơ chiến tranh giữa Áo và Phổ trong một thời gian. Thỏa thuận này đã tạo điều kiện cho Bismarck hất cẳng Manteuffel khỏi kinh đô Berlin: nhận thấy sự cấp thiết của việc bổ nhiệm một người có tầm vóc và tài năng về ngoại giao để làm Thống đốc Schleswig, Thủ tướng và Roon, mặc dù khó nhọc, đã thuyết phục được Quốc vương trao quyền kiểm soát Schleswig cho Manteuffel. Không những loại bỏ được đối thủ bảo thủ cực đoan của mình, đây cũng là chủ ý của Thủ tướng: do Manteuffel trên thực tế là người thân Áo nhất trong triều đình Phổ (điều có thể gây hại cho chính sách chống Áo của Bismarck), Bismarck biết rằng việc cử ông làm người đại diện của Phổ ở hai công quốc mà Phổ và Áo đã phối hợp chinh phạt có thể tạo nên một tạm ước là điều kiện hai nước chiếm đóng vốn đang mâu thuẫn, và một khi Manteuffel không thể giàn hòa với Áo, vua Phổ sẽ có cớ để tuyên bố rằng người Áo đã cố tình không chịu thỏa thuận vì lợi ích chung với Phổ, và Bismarck sẽ dật dây cho nhà vua khai chiến với Áo. Tướng Hermann von Tresckow thay ông điều khiển Khoa Nhân sự Phổ vào năm 1865.
Manteuffel đã gặp khó khăn khi cai quản Schleswig. Gablenz, Tổng tư lệnh quân đội Áo ở Holstein, thì ngược lại: do chính sách của Áo hướng tới việc thừa nhận người đòi quyền thừa kế Augustenburg làm công tước cai trị cả hai công quốc, không có khó khăn cho người Áo để hòa nhập với Holstein. Ngược lại, Manteuffel đã tỏ ra quyết liệt trong việc phản đối yêu cầu đưa Augustenburg lên làm chúa tể của hai công quốc, và phản ứng mạnh mẽ với thái độ xem nhẹ Phổ của Augustenburg. Giờ đây, điều mà Bismarck thấy trước đã đến: mọi tình cảm thân Áo của Manteuffel hoàn toàn tan biến trước vấn đề Schleswig-Holstein. Khi người đòi quyền thừa kế Augustenburg, cảm thấy an toàn vì được Áo, tự tấn phong mình làm Quận công vào ngày 14 tháng 10 năm 1865, Manteuffel thông báo với ông này vào ngày 16 tháng 10, rằng nếu Augustenburg không chịu nhượng bộ, viên tướng Phổ sẽ bắt giam Augustenburg. Khi tướng Gablenz, trái ngược với Thỏa thuận Gastein, triệu tập các địa chủ ở Holstein tại Itzehoe vào tháng 6 năm 1866, Manteuffel, được lệnh của triều đình, đã viết thư gửi Gablenz rằng do Áo đã vi phạm thỏa thuận, ông cần phải giành quyền kiểm soát cả hai công quốc ngay lập tức. Vào ngày 7 tháng 6, Manteuffel đem quân đến Holstein. Do lực lượng chênh lệch, Gablenz đã rút quân cùng với người đòi quyền kế vị Augustenburg. Manteuffel đã chiếm Itzehoe và chấm dứt cuộc họp mặt mà Gablenz dự kiến. Ngày 10 tháng 6 năm 1866, ông tuyên bố với dân Holstein: "Để bảo vệ quyền lợi bị đe dọa của Quốc vương Bệ hạ, tôi buộc lòng phải giành lấy quyền thống trị tối cao ở Công quốc Holstein". Gablenz đã vượt khỏi sông Elbe, và vào ngày 15 tháng 6, sau khi Chiến tranh Áo-Phổ bùng nổ, Manteuffel tiến vào Vương quốc Hanover. Ngày 18 tháng 6, quân ông chiếm Stade và thu được rất nhiều kho đạn dược. Trước bước tiến nhanh chóng của Manteuffel, Gablenz rút quân qua Harburg tới Cassel.
Với tư cách là một sư đoàn trưởng trong Tập đoàn quân Main của Thượng tướng Bộ binh Falckenstein, Manteuffel đã tham gia trong trận Langensalza. Ông cũng đánh thắng quân đội Bayern trong trận Waldaschach vào đầu tháng 7. Khi Falckenstein được thuyên chuyển sang chiến trường Böhmen giữa Phổ và Áo, Manteuffel thay ông ta làm Tổng tư lệnh Tập đoàn quân Main vào tháng 7 năm 1866. Được lệnh tiến hành các chiến dịch chống các bang Nam Đức, Manteuffel đã thực hiện nhiệm vụ một cách quyết đoán. Ông buộc thành phố Frankfurt phải giao nộp 30 triệu florin chiến phí cho Phổ, nhưng hội đồng thành phố thà để để Frankfurt bị tàn phá còn hơn phải nộp chiến phí. Và, vào ngày 23 tháng 7 năm 1866, Manteuffel hành binh đến sông Tauber. Vào ngày 24 tháng 7, ông đánh bại quân Baden trong một trận đánh gần Werbach, và đánh thắng liên quân Áo - Nassau - Hesse - Württemberg gần Bischofsheim. Vào ngày 25 tháng 7, ông đập tan toàn bộ Quân đoàn VIII của Liên minh Đức trong trận Gerchsheim, và quân đội Bayern trong trận Helmstadt và Roßbrunn. Tiếp theo các thắng lợi của mình, ngày 27 tháng 7, ông dừng chân trước Würzburg và pháo kích thành công vào Marienberg, trước khi hai bên ngưng chiến. Những chiến thắng nhanh chóng của ông đã khiến cho các đồng minh Nam Đức không thể chi viện cho Áo, và tạo điều kiện cho Phổ sáp nhập một số bang nhỏ. Manteuffel đã cai trị thành phố Frankfurt một cách bạo ngược, và bị thị dân ở đây căm phẫn.< Thành công của ông trong các chiến dịch năm 1866 đã khiến cho ông được tặng thưởng Huân chương Quân công của Phổ, nhưng do quan điểm chính trị bảo hoàng và niềm tin Công giáo cuồng nhiệt của ông, quốc hội coi ông là phản động và từ chối thưởng lương cho ông như các tướng lĩnh khác.
Sau chiến tranh, ông đã tham gia một phái bộ tới Sankt-Peterburg, và đàm phán thành công với triều đình Nga. Nga hoàng đã hấp thuận tình hình Bắc Đức hiện tại, theo đó Phổ sáp nhập Schleswig-Holstein, Hanover, Nassau, Tuyển hầu quốc Hesse, và Frankfurt. Trở về nước, ông đã bổ nhiệm làm Đại tá danh dự của Trung đoàn Long kỵ binh số 5. Ông lãnh chức Tư lệnh Quân đoàn IX (Schleswig-Holstein) năm 1866. Nhưng, nguyên là một người có quyền lực về cả chính trị lẫn dân sự ở các công quốc sông Elbe, ông không chấp nhận là một chỉ huy quân sự bình thường dưới quyền một trong những cấp dưới về dân sự của ông trước kia, và vì thế Manteuffel rút khỏi quân ngũ trong vòng 1 năm. Ông nhận được nhiều lộc thánh từ nhà thờ Công giáo ở Naumburg, và một kẻ thù của ông từng đả kích Manteuffel: "Một chân ở quân đội, một chân ở nhà thờ Công giáo, cái đầu ông ta ở ngành ngoại giao, và con tim ông ta không có ở đâu". Tuy nhiên, vào tháng 10 năm 1868, ông trở lại phục vụ quân ngũ, với vai trò tư lệnh Quân đoàn I.

## Chiến tranh Pháp-Đức (1870 - 1871)
Trong cuộc Chiến tranh Pháp-Đức (1870 – 1871), ông kéo Quân đoàn I đến Metz để gia nhập biên chế của Tập đoàn quân số 1 do Thượng tướng Bộ binh Steinmetz chỉ huy. Quân của ông đến nơi vào ngày 14 tháng 8, và tham gia trong cuộc giao chiến ở Borny-Colombey. Ông bẻ gãy mọi đợt tấn công của quân đoàn Ladmirault của Pháp, đánh bật quân Pháp về các công sự tại Metz. Tiếp theo đó, trong cuộc vây hãm Metz, quân của Manteuffel án ngữ tại chiến tuyến phía Đông của đội quân vây hãm. Đầu ngày 31 tháng 8 năm 1870, để chọc thủng vòng vây của người Đức tại Metz, Thống chế Bazaine chỉ huy 9 vạn quân Pháp tấn công các vị trí của các lực lượng dưới quyền Manteuffel, khởi đầu trận Noisseville. Ban đầu quân Pháp tấn công chậm chạp và uể oải. Tuy nhiên, với ưu thế vượt trội về binh lực trước đội quân của Manteuffel, Tuy nhiên, quân Pháp đã chiếm được Noisseville và Nouilly, sau đó chiếm Coincy và cuối cùng là Servigny vào buổi tối. Đêm hôm đó, quân Đức phản công chiếm lại được Noisseville và phần lớn các vị trí quan trọng khác, nhưng một đòn tấn công của quân Pháp đã đẩy lùi quân Đức về St. Barbe. Quân của Manteuffel chỉ chiếm lại được Servigny.
Nhưng rồi, trong suốt đêm, Hoàng thân Friedrich Karl của Phổ và các tướng lĩnh của mình đã cố gắng tung một lực lượng hùng mạnh vào các vị trí bị đe dọa trong trận đánh. Hôm sau (1 tháng 9), được tiếp viện, quân Đức giành quyền chủ động và tấn công quyết liệt, và cuối cùng đã chiếm lại được mọi vị trí bị quân Pháp chiếm giữ. Bazaine phải rút toàn bộ lực lượng của mình vào các pháo đài Metz. Sau khi Metz thất thủ, Tập đoàn quân số 1 (Phổ–Đức) đã được tái cấu trúc với biên chế gồm các Quân đoàn I, VII và VIII, Sư đoàn Trừ bị III và 3 Sư đoàn Kỵ binh. Steinmetz do xung đột với hoàng thất nên bị vua Wilhelm I cách chức và Manteuffel trở thành tân Tư lệnh Tập đoàn quân số 1. Để lại Quân đoàn VII ở Metz, vào ngày 7 tháng 11 năm 1870 Manteuffel xuất quân qua Rheims tới Compiègne. Tại đây, ông bất ngờ chuyển hướng và hành binh nhanh chóng tới Amiens. Tại đây, ông đập tan 3 vạn quân Pháp do Farre chỉ huy,. gây cho Tập đoàn quân phía Bắc của Farre những thiệt hại nặng nề. Quân Pháp bị đánh bật qua sông Somme về Arras. Vào ngày 30 tháng 11, thành trì Amiens đầu hàng quân ông, sau khi thành La Fère đầu hàng ngày 27 tháng 11. Sau khi một lực lượng dưới quyền ông đánh tan một đạo quân Pháp trong trận Buchy ngày 4 tháng 12, ngày 5 tháng 12, ông đánh chiếm Rouen. Tiếp theo đó, ông tập trung binh lực, và sau hàng loạt trận đánh khốc liệt trên sông Hallue, về hướng Đông Bắc Amiens, vào các ngày 23 và 24 tháng 12, ông đã đánh bại lực lượng đông áp đảo của Tập đoàn quân Bắc (Pháp) do tướng Faidherbe chỉ huy, làm Faidherbe phải thu quân vào các thành lũy miền Bắc Pháp. Tiếp theo đó, Manteuffel thúc quân chiếm Bapaume ngày 26 tháng 12 và tiến hành vây hãm Péronne.
Để giải vây cho Péronne, Faidherbe chỉnh đốn lực lượng và tổ chức tấn công quân Đức ở Bapaume ngày 2 tháng 1 năm 1871. Quân Đức đã bẻ gãy được các đợt tiến công của Pháp trong ngày hôm đó. Sang ngày 3 tháng 1, quân Pháp mở những cuộc công kích mạnh mẽ hơn, làm quân Đức bị khá nhiều thiệt hại, nhưng Manteuffel đã giữ được trận địa và quân Pháp phải lui về hướng Arras-Douai. Chỉ 5 ngày sau đó, quân Đức hạ được thành Péronne. Ngày 8 tháng 1 năm 1870, vua Wilhelm I phân công cho Manteuffel làm Tư lệnh Tập đoàn quân Nam tân lập, ông được lệnh hành quân vào dãy Vosges đặng tiếp sức cho Quân đoàn XIV (Trung tướng Werder) đang bị Tập đoàn quân Đông (Pháp) của tướng Bourbaki đe dọa. Bất chấp thời tiết khắc nghiệt và lượng tuyết rơi rất lớn, Manteuffel đã dẫn 4,5 vạn binh tướng hành quân thần tốc qua vùng Côte-d'Or và dãy núi Jura, chặt đứt mọi nẻo đường rút xuống Lyons của quân Bourbaki. Và, cuối cùng, trong trận Pontarlier (29 tháng 1 – 1 tháng 2 năm 1871), quân của Manteuffel đã tấn công dồn dập và đánh bại đối phương, thu giữ 2 cờ hiệu, 29 khẩu đại bác và khoảng 15.000 tù binh. Quân Pháp phải tháo chạy vào lãnh thổ Thụy Sĩ trung lập. Thảm họa cuối cùng này đã góp phần khiến cho Bộ trưởng Nội vụ Pháp Léon Gambetta phải thừa nhận thất bại.
Wilhelm I, Hoàng đế Đức và cũng là Quốc vương Phổ, rất hoan nghênh những cống hiến của tướng Manteuffel đến thắng lợi quyết định của người Đức trong cuộc chiến. Đức hoàng ban tặng cho Đại Thập tự của Huân chương Thập tự Sắt và Huân chương Đại bàng Đen. Sau khi Tập đoàn quân phía Nam được giải tán, Manteuffel được bổ nhiệm làm Tổng tư lệnh Tập đoàn quân số 2 vào ngày 30 tháng 3, và sau cùng, vào ngày 20 tháng 6 năm 1871, ông trở thành Tổng tư lệnh của lực lượng chiếm đóng Đức trên lãnh thổ Pháp. Manteuffel đã thiết lập tổng hành dinh tại Nancy.

## Sự nghiệp sau chiến tranh
Các sử liệu chép rằng Manteuffel đã ửng xử rất khéo léo trong việc thực hiện nhiệm vụ khó khăn trên đất Pháp, Manteuffel đã tỏ ra khéo léo. Ông được người Pháp ca ngợi vì tinh thần nhân đức, thượng võ của mình. Khi cuộc chiếm đóng kết thúc, ông rời khỏi nước Pháp, được Đức hoàng phong cấp Thống chế và ban thưởng một khoản tiền lớn. Trong khoảng thời gian đó, Nga hoàng Aleksandr II tặng thưởng cho ông Huân chương Thánh Anđrê. Sau đó, ông đã tham gia trong một số sứ mệnh ngoại giao, và trong một khoảng thời gian ông giữ chức vụ Thống đốc Berlin. Đến năm 1879, do cần có một người bảo thủ điển hình để giữ cương vị Thống đốc, và để loại bỏ đối thủ có tiềm năng của mình trong chính trường, Bismarck đã xin với Đức hoàng bổ nhiệm vị Thống chế làm Thống đốc vùng Alsace-Lorraine thuộc Đức. Hoàng đế Wilhelm I đã chuẩn y. Manteuffel trở thành vị Thống đốc đầu tiên của Đức ở Alsace-Lorraine, và Thống đốc Alsace-Lorraine phải báo cáo trực tiếp với Hoàng đế.
Trên cương vị Thống đốc, Thống chế Manteuffel tin rằng ông cần phải lấy lòng giới quý tộc và tư sản Alsace bằng chính sách thân thiện với họ, tìm sự cố vấn của họ và nói bằng tiếng Pháp. Ông đã cố gắng hết sức để hòa đồng dân chúng Alsace-Lorraine với Đế quốc Đức. Song, trái với niềm tin của ông, chính sách này đã không thể thay đổi xu hướng chống Đức đang thịnh hành ở vùng này. Mối quan hệ thân thiện giữa ông với các Giám mục Strasbourg và Metz không thể đem lại sự ủng hộ rộng rãi của người Công giáo đối với chính quyền cai trị của Đức. Điều này xuất phát từ một thực tế là các Giám mục không làm chủ tăng lữ của mình về mặt chính trị, và các tăng lữ cấp dưới ở Alsace-Lorraine là những người có thiên hướng chống Đức kịch liệt. Họ đã cổ vũ sự kháng cự đối với bộ máy cai trị của Đức. Ngoài ra, do bộ máy hành chính tại Alsace-Lorraine từ Thống đốc tới nhân viên văn phòng và cảnh sát không hề có một người bản địa, Manteuffel khó thể thu thập sự ủng hộ của tiểu tư sản Alsace-Lorraine. Thêm nữa, sự hiện diện của một lực lượng đồn binh lớn tại Alsace luôn làm cho dân chúng nơi đây khó chịu. Thái độ hống hách của các sĩ quan tại đây không chỉ làm mất lòng dân chúng địa phương mà còn gây cho bộ máy hành chính dân sự của Đức phiền hà.
Chính sách hòa giải của vị Thống đốc Alsace cũng bị nhiều người Đức di cư đến đây chỉ trích dữ dội. Các cuộc bầu cử năm 1881, khi mà mọi đại biểu Alsace đều phản kháng Berlin, cho thấy rằng chính sách của Manteuffel đã thất bại. Sau các cuộc bầu cử này, Manteuffel trở nên thiếu tự tin vào chính sách của mình, và đôi khi ông thiên về những biện pháp khắt khe hơn. Các tổ chức và cá nhân thân Pháp bị giám sát chặt chẽ hơn. 200 tổ chức xã hội và văn hóa bị tình nghi là chống Đức đã bị giải tán. Ông làm Thống đốc cho đến khi từ trần tại Carlsbad, Böhmen vào ngày 17 tháng 6 năm 1885.

## Chú ý
Lưu ý đến tên riêng của ông: Freiherr là một tước hiệu, dịch ra thành Nam tước, chứ không phải là một tên thánh hay tên đệm. Nữ Nam tước trong tiếng Đức là Freifrau và Freiin.